# Matapozuelos
Matapozuelos è un comune spagnolo di 995 abitanti situato nella comunità autonoma di Castiglia e León.